# Port lotniczy Guadalajara
Port lotniczy Guadalajara – międzynarodowy port lotniczy położony w pobliżu Guadalajary, w stanie Jalisco. Jest trzecim co do wielkości portem lotniczym w Meksyku. W 2006 obsłużył 6,3 mln pasażerów.

## Linie lotnicze i połączenia
- Aeromar (Meksyk, Puebla, Puerto Vallarta)
- Aeroméxico (Chicago, Fresno, Los Angeles, Meksyk, Sacramento, San Francisco)